# 静月远火
静月远火（しづき とおか，1977年—）是日本的小说家。目前居住于静冈县。大学时代是隶属于儿童文学研究会的成员。2008年，作品《平行恋人》获得第15回电击小说大奖的金奖。获奖时，笔名为四月十日。

## 作品列表
- 《平行恋人》（出版：電撃文庫、ASCII MEDIA WORKS）
- 《我们的奇迹》（『ボクらのキセキ』）（出版：MediaWorks文庫、ASCII MEDIA WORKS）